# 黑千手螺
黑千手螺（学名：Chicoreus brunneus），是新腹足目骨螺科千手螺属的一种。主要分布于印度尼西亚、中国大陆、台湾，常栖息在浅海的礁岩地区。低潮线以下。